# Никитин, Борис Викторович
Борис Викторович Никитин (24 июля 1906 — 28 июня 1981) — советский военный деятель, контр-адмирал, участник Великой Отечественной войны.

## Биография
Борис Викторович Никитин родился 24 июля 1906 года в Санкт-Петербурге. В 1922 году был призван на службу в Военно-морской флот СССР. В 1925 году окончил Военно-морское подготовительно училище, в 1928 году — Высшее военно-морское училище имени М. В. Фрунзе. Служил на командных должностях в различных военно-морских подразделениях. С июля 1938 года командовал бригадой торпедных катеров на Балтике. В апреле 1939 года назначен членом постоянной комиссии по приёмке вновь построенных и капитально отремонтированных кораблей, работавшей в Ленинграде. В этой же должности он встретил начало Великой Отечественной войны.
До декабря 1942 года Никитин оставался в блокадном Ленинграде, будучи старшим уполномоченным по надводным кораблям Постоянной приёмной комиссии при Наркомате Военно-морского флота СССР. В декабре 1942 года отозван из Ленинграда и направлен в Соединённые Штаты Америки, где был включён в закупочную комиссию Советского Союза по приёмке кораблей. В комиссии Никитин курировал комплектование приобретаемых СССР кораблей, обучение личного состава и отправка судов. В январе 1944 года возглавил приёмку кораблей, одновременно став командиром 7-й бригады больших охотников ВМФ СССР. Вплоть до конца войны успешно работал в Нью-Йорке. При активном участии Никитина на базе спасательного катера ВВС США был создан проект малого тральщика, что позволило переоборудовать и поставить в СССР дополнительные корабли — малые охотники.
После окончания войны вернулся в СССР и продолжил службу в Военно-морском флоте СССР. 
В 1946—1947 годах возглавлял Черноморское военно-морское училище, в 1947—1948 годах — Ленинградское военно-морское подготовительное училище, в 1948—1953 годах — 1-е Балтийское высшее военно-морское училище в Ленинграде. В 1952 году защитил диссертацию на соискание учёной степени кандидата военно-морских наук. В августе 1953 года переведён в центральный аппарат ВМФ СССР, где возглавил инспекцию по тактике Управления военно-морских учебных заведений. С июля 1956 года являлся заместителем начальника Высших офицерских специальных классов ВМФ СССР по учебно-научной работе. 
В апреле 1961 года вышел в отставку. 
Скончался 28 июня 1981 года на 75-м году жизни. Похоронен на Репинском кладбище под Санкт-Петербургом.

## Награды
- Орден Ленина (6 ноября 1947 года);
- Три ордена Красного Знамени (3 ноября 1944 года, 5 ноября 1944 года, 26 февраля 1953 года);
- Орден Отечественной войны 1-й степени (6 марта 1945 года);
- Два ордена Отечественной войны 2-й степени (16 декабря 1944 года, 30 марта 1946 года);
- Орден Красной Звезды (14 июня 1942 года);
- Медали СССР.